# Mount Cox (Rouen Mountains)
Mount Cox ist ein rund 2950 m hoher Berg auf der Alexander-I.-Insel westlich der Antarktischen Halbinsel. In den Rouen Mountains ragt er zwischen Mount Hankey und Mount Hall oberhalb des östlichen Rands des Peel Cirque auf.
Das UK Antarctic Place-Names Committee benannte ihn 2020 nach Nicholas Cox (* 1953), der über 40 Jahre in unterschiedlicher Funktion für den British Antarctic Survey unter anderem auf Signy Island und auf der Rothera-Station tätig war.